# Ватиликс
Ватиликс (англ. Vatileaks) — совокупность событий, связанных с кражей камердинером папы Римского Бенедикта XVI Паоло Габриэле секретных документов Ватикана и передачей их журналисту Джанлуиджи Нуцци, получившая своё название по аналогии с названием сайта Викиликс. В числе переданных секретных документов были и письма Папы Римского.
Осенью 2015 года получил развитие новый скандал по поводу разглашения секретных документов Ватикана, получивший в прессе наименование «Ватиликс II».

## Ватиликс I

### Начало скандала
Журналист опубликовал некоторые из полученных документов, а затем выпустил книгу «Его святейшество: Тайные письма Бенедикта XVI», которая вышла в мае 2012 года. В книге Нуцци рассказывается о коррупции в Ватикане и сексуальных скандалах, в центре которых оказывались представители Римской католической церкви.
На первом этапе развития скандала в центре внимания оказался банк Ватикана — Институт религиозных дел (Istituto per le Opere di Religione, IOR), поскольку опубликованные Нуцци документы давали основания к обвинению банка в финансовых нарушениях. 24 мая 2012 г. Наблюдательный совет IOR единогласно проголосовал за отставку с должности президента Готти Тедески (19 февраля 2014 года следствие сняло все обвинения против Тедески, продолжив расследование незаконной деятельности IOR).

### Начало церковного расследования
24 апреля 2012 г. Бенедикт XVI назначил 82-летнего испанского кардинала Хулиана Эрранса, с 1949 г. связанного с организацией «Опус Деи», председателем кардинальской комиссии для расследования инцидента. В состав комиссии вошли словацкий кардинал и архиепископ Йозеф Томко, а также итальянский кардинал и архиепископ Сальваторе Де Джорджи. Некоторые наблюдатели отмечали, что кардинал Эрранс в 2006 г. сам опубликовал книгу о внутренней жизни Ватикана под названием «Nei dintorni di Gerico» («В окрестностях Иерихона»). Деятельность кардинальской комиссии осуществлялась параллельно с официальным следствием. В 2002 г., ещё будучи главой Ватиканского совета, архиепископ Хулиан Эрранс, в контексте разгоревшегося тогда в США скандала, выступил против передачи епископами светскому правосудию материалов о священниках, заподозренных в сексуальных домогательствах.
Все члены этой комиссии к моменту её создания находились на покое. Перед ними стояла задача опросить по своему выбору подозреваемых из числа 2843 человек, работающих в Римской Курии, и около 2000 человек, работающих в администрации города-государства Ватикан. Только кардинальская комиссия имеет право проводить допросы кардиналов.

### Полицейское расследование
25 мая 2012 г. Паоло Габриэле был арестован на своей ватиканской квартире, где проживал с женой и тремя детьми. Два месяца он провёл в камере предварительного заключения в Ватикане. При обыске в квартире было обнаружено несколько коробок с конфиденциальными документами, включая частные письма понтифика, чек на 100 тысяч долларов США и золотой слиток, а также специальная аппаратура для копирования секретных бумаг.

### Суд над Габриэле
Судебный процесс над бывшим камердинером, прозванный журналистами «Ватиликс», начался 30 сентября. Было проведено четыре заседания, на которых были заслушаны показания восьми свидетелей, в том числе личного секретаря понтифика монсеньора Георга Генсвайна и нескольких жандармов Ватикана. На судебном заседании Габриэле заявил, что действовал из любви к Римской католической церкви и не считает себя вором. По его словам, он «действовал исключительно по велению глубокой любви к Римской католической церкви и папе Римскому Бенедикту XVI», которым пытались манипулировать два приближённых к нему клана. На предварительных допросах Паоло Габриэле утверждал, что надеялся, что с помощью публикации секретных бумаг «он покажет зло и коррупцию, которые он наблюдал в Ватикане, что поможет католической церкви вернуться на верный путь». При этом на судебных заседаниях он постоянно повторял: «Я предал доверие святого отца, которого я люблю, как сын».
Обвинение в лице прокурора Никола Пикарди потребовало для Габриэле три года тюремного заключения. В свою очередь, представитель защиты, адвокат Кристиана Арру, требовала снять все обвинения и освободить Габриэле в зале суда.
Вместе с Паоло Габриэле на скамье подсудимых находился и программист Государственного секретариата Ватикана Клаудио Шарпеллетти, которому были предъявлены обвинения в пособничестве бывшему камердинеру. Однако по ходатайству адвокатов Шарпеллетти его дело суд выделил в отдельное производство.
В обвинительном заключении не упоминались имена двух других лиц, связанных с Габриэле: его духовный отец дон Джованни Люци, которому камердинер передал копии документов, и его прежний духовный отец дон Паоло Морокутти, от которого он их получал.
Итогом процесса, продлившегося всего неделю, стал приговор Габриэле к трём годам лишения свободы, который был сокращён до 18 месяцев, так как Габриэле ранее извинился перед Папой Римским. Предполагалось, что отбывать наказание 46-летний Габриэле будет в тюрьме на территории Италии, так как в Ватикане нет условий для долгосрочного тюремного содержания.

### Суд над Шарпеллетти
5 ноября 2012 г. начался суд над программистом Государственного секретариата Ватикана Клаудио Шарпеллетти, и 10 ноября он был приговорён к двум месяцам условного заключения, с отсрочкой исполнения приговора на 5 лет. Шарпеллетти был признан виновным в оказании пособничества Габриэле, что помогло тому некоторое время избегать расследования. Программист получил назад тысячу евро залога, но на него была возложена обязанность оплатить судебные издержки. В ходе слушаний, помимо самого Шарпеллетти и Габриэле, дали показания также директор информационного отдела Государственного секретариата монсеньор Карло Мария Польвани, заместитель командира швейцарской гвардии Вильгельм Клоттер и офицер ватиканской жандармерии Джанлука Гауцци Брокколетти.
В своих показаниях Паоло Габриэле опроверг любые обвинения в причастности к скандалу монсеньора Карло Мария Польвани. Священнослужитель, племянник папского нунция в Вашингтоне монсеньора Карло Мария Вигано (в письме которого впервые был использован термин «Ватиликс»), по утверждению Шарпеллетти, вручил ему конверт с инкриминируемыми документами для передачи Габриэеле. Дворецкий, напротив, заявил в зале суда, что он сам отдал программисту эти документы, и что Польвани совершенно ни при чём. Шарпеллетти был обвинён в пособничестве, поскольку следствие обнаружило у него упомянутый конверт, происхождение которого он не мог объяснить. В момент ареста техник заявил, что получил его от Габриэле, на следующий день изменил показания и назвал имя монсеньора Польвани.

### Помилование осуждённых
22 декабря 2012 г. Папа Бенедикт XVI лично посетил камеру в помещении ватиканской жандармерии, где вопреки первоначальным ожиданиям прессы содержался Габриэле, и сообщил осуждённому о помиловании. По сообщению пресс-секретаря Святого Престола Федерико Ломбарди, разговор продолжался 15 минут, был очень напряжённым и личным. Получившему свободу бывшему дворецкому запрещено жить и работать в Ватикане. В тот же день был помилован программист Клаудио Шарпеллетти, который после своего мягкого приговора продолжил работу в Государственном секретариате Ватикана, перейдя из Информационного отдела этой дикастерии в Статистический.

### Завершение церковного расследования
17 декабря 2012 года кардинальская комиссия во главе с кардиналом Эррансом представила Бенедикту XVI секретный доклад об итогах своего расследования по делу Ватиликс, но продолжила работу далее, сосредоточившись на деятельности Института религиозных дел. В прессу просочились сведения о наличии в упомянутом документе сведений о деятельности «гей-лобби» в Ватикане. 25 февраля 2013 года Бенедикт XVI лично принял членов кардинальской комиссии и заявил о необходимости передать собранные ей материалы в распоряжение нового Папы.

## Ватиликс II
21 ноября 2015 года решением Ватиканского суда секретарь Префектуры экономических дел Святого Престола священник Люсио Валлехо Бальда, его секретарь Никола Майо (Nicola Maio) и Франческа Иммаколата Чаоукуи (итал. Francesca Immacolata Chaouqui), состоявшие в Комиссии по вопросам экономической деятельности Святого Престола (итал. Commissione referente sulle attività economiche della Santa Sede, сокращённо Cosea), а также журналисты Джанлуиджи Нуцци и Эмилиано Фиттипальди (итал. Emiliano Fittipaldi) на основании ст. 116 ватиканского Уголовного кодекса привлечены в качестве обвиняемых к процессу по делу о хищении секретных документов Святого Престола в связи с публикацией книги Нуцци «Via Crucis» («Крестный путь. Неопубликованные записи и документы о трудной борьбе Папы Франциска за перемены в Церкви»).
24 ноября 2015 года состоялось первое судебное заседание.
5 июля 2016 года, на следующий день после заключительной речи обвинителей, адвокаты Валлехо Бальда и Франчески Чаоукуи в своих выступлениях обосновывали необходимость оправдательных приговоров.
7 июля 2016 года суд приговорил Валлехо Бальда к 18 месяцам тюремного заключения за разглашение секретных документов, Чаоукуи — к 10 месяцам заключения за соучастие (с отсрочкой исполнения приговора на 5 лет), Никола Майо был оправдан. В отношении Нуцци и Фиттипальди вынесено решение, что на них не распространяется юрисдикция данного суда (они граждане Италии и никогда не совершали противоправных действий на территории Ватикана).
20 декабря 2016 года Папа Франциск благословил досрочное освобождение Валлехо Бальда из заключения в помещении жандармерии Ватикана ввиду истечения более половины назначенного ему срока наказания.
24 декабря 2016 года суд Ватикана опубликовал 86-страничный документ — мотивировочную часть обвинительного приговора 7 июля, в котором констатировалось, что разглашённые документы действительно имели гриф ограниченного доступа, но не содержали критически важных государственных тайн.